# 薩爾瓦多城市列表

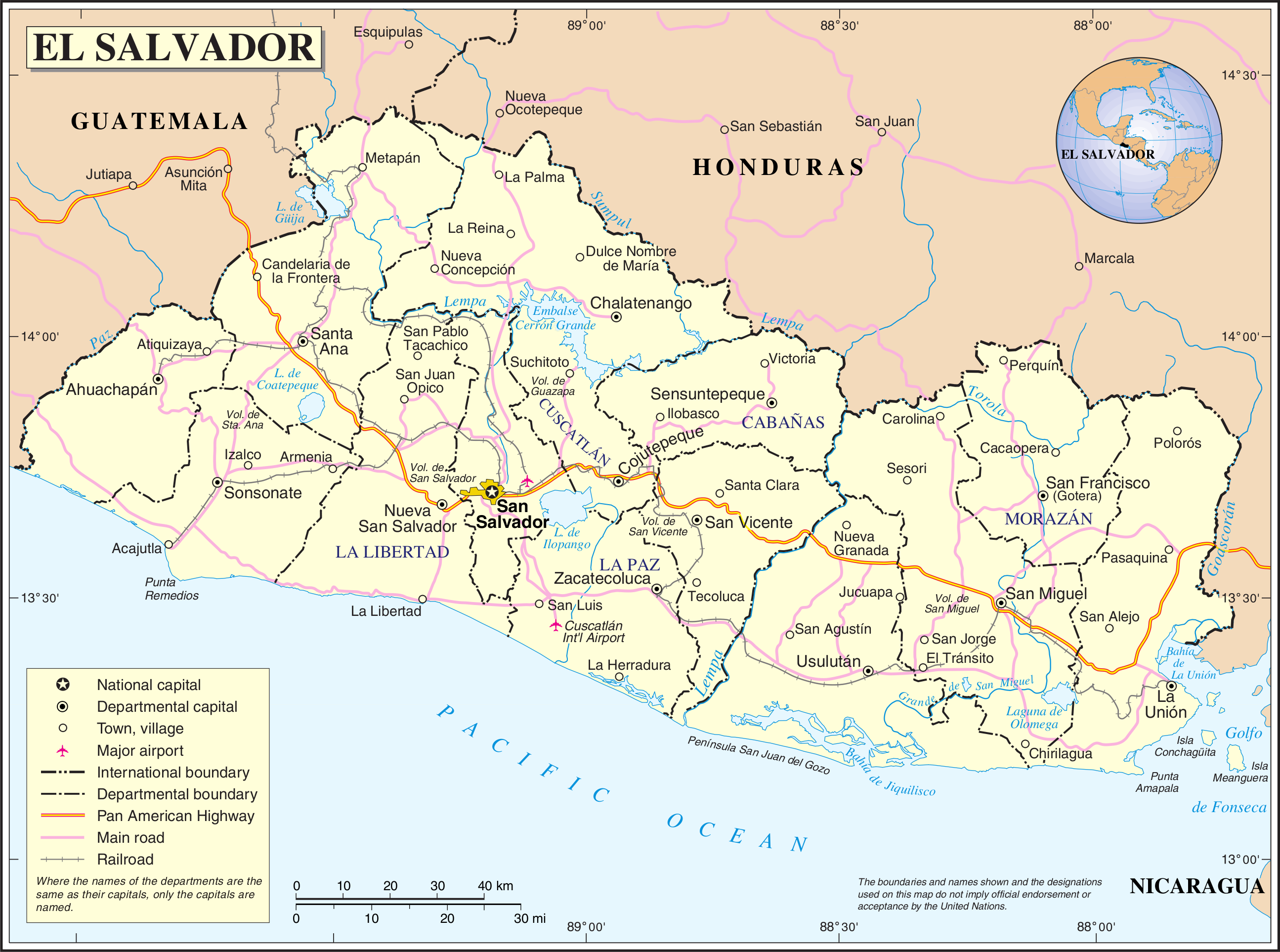
萨尔瓦多地图

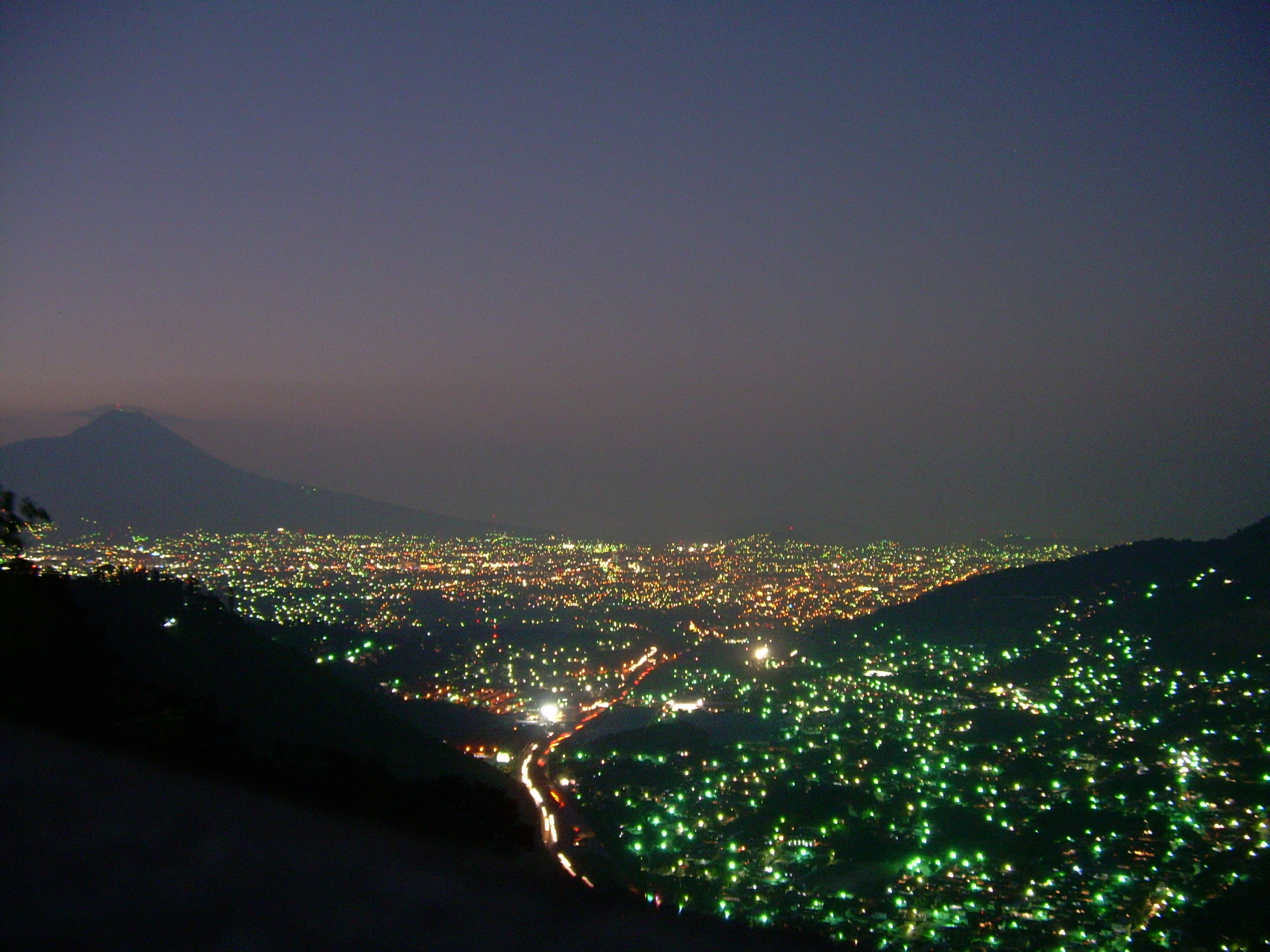
聖薩爾瓦多大都会区

以下列出萨尔瓦多较大城市和城镇的情况。

## 城市
到目前为止，萨尔瓦多最大的聚居区是首都圣萨尔瓦多，该国人口的27%集中在首都地区。
以下列出人口超过10万或拥有高人类发展指数，以及高度城市化的地区。
AMSS = 圣萨尔瓦多大都会区
- 阿卡胡特拉 - 人口47,678 - 属于松索纳特省
- 阿波帕 - 人口217,733 （AMSSIOO） - 属于聖薩爾瓦多省
- 安蒂果庫斯卡特蘭 - 全国人类发展指数最高（0.896-非常高）人口55,608 （AMSS） - 属于拉利伯塔德省
- 德爾加多 - 人口174,825 （AMSS） - 属于聖薩爾瓦多省
- 庫斯卡坦辛戈 - 人口117,013 （AMSS） - 属于聖薩爾瓦多省
- 伊洛潘戈 - 人口159,232 （AMSS） - 属于聖薩爾瓦多省
- 拉烏尼翁 - 人口26,739 - 属于拉乌尼翁省
- 梅希卡諾斯 - 人口211,878（AMSS） - 属于聖薩爾瓦多省
- 梅塔潘 - 人口59,004- 属于圣安娜省
- 聖米格爾 - 人口218,410- 属于圣米格尔省
- 聖薩爾瓦多 - （首都） 市区人口540,989；都会区2,290,000 （AMSS） - 属于聖薩爾瓦多省
- 聖特克拉 - 人口164,171 （AMSS） - 属于拉利伯塔德省
- 聖安娜 - 人口280,000 - 属于圣安娜省
- 聖馬丁 - 人口144,722 （AMSS） - 属于聖薩爾瓦多省
- 松索納特 - 人口110,501 - 属于松索纳特省
- 索亞潘戈 - 人口262,975 （AMSS） - 属于聖薩爾瓦多省

## 城镇
以下列出人口超过50,000，中低城市化的地区。
- 阿瓦查潘 - 人口110,511 - 属于阿瓦查潘省
- 查拉特南戈 - 人口29,271 - 属于查拉特南戈省
- 科胡特佩克 - 人口70,000 - 属于库斯卡特兰省
- 內哈帕 - 人口50,966 - 属于聖薩爾瓦多省
- 聖維森特 - 人口53,213 - 属于圣维森特省
- 塔庫瓦 - 人口50,000 - 属于阿瓦查潘省
- 烏蘇盧坦 - 人口71,636 - 属于乌苏卢坦省
- 薩卡特科盧卡 - 人口62,576 - 属于拉巴斯省

## 村庄
以下列出人口在1,001至49,999之间，有非常低的城市化进程的地区
- 阿萊格里亞 - 人口15,000- 属于乌苏卢坦省
- 阿蘭巴拉 - 人口1,821 - 属于莫拉桑省
- 阿帕內卡 - 人口8,597- 属于阿瓦查潘省
- 貝爾林 - 人口15,000- 属于乌苏卢坦省
- 科馬薩瓜 - 人口11,870 - 属于拉利伯塔德省
- 孔查瓜 - 人口37,362- 属于拉乌尼翁省
- 康塞普西翁德阿塔科 - 人口18,101- 属于阿瓦查潘省
- 華尤阿 - 人口24,465- 属于松索纳特省
- 胡胡特拉 - 人口39,596- 属于阿瓦查潘省
- 拉帕爾馬 - 人口24,000- 属于查拉特南戈省
- 納維薩爾科 - 人口49,081- 属于松索纳特省
- 聖羅薩德科馬 - 人口27,693 - 属于拉乌尼翁省
- 蘇奇托托 - 人口24,786- 属于库斯卡特兰省